# Akalla by

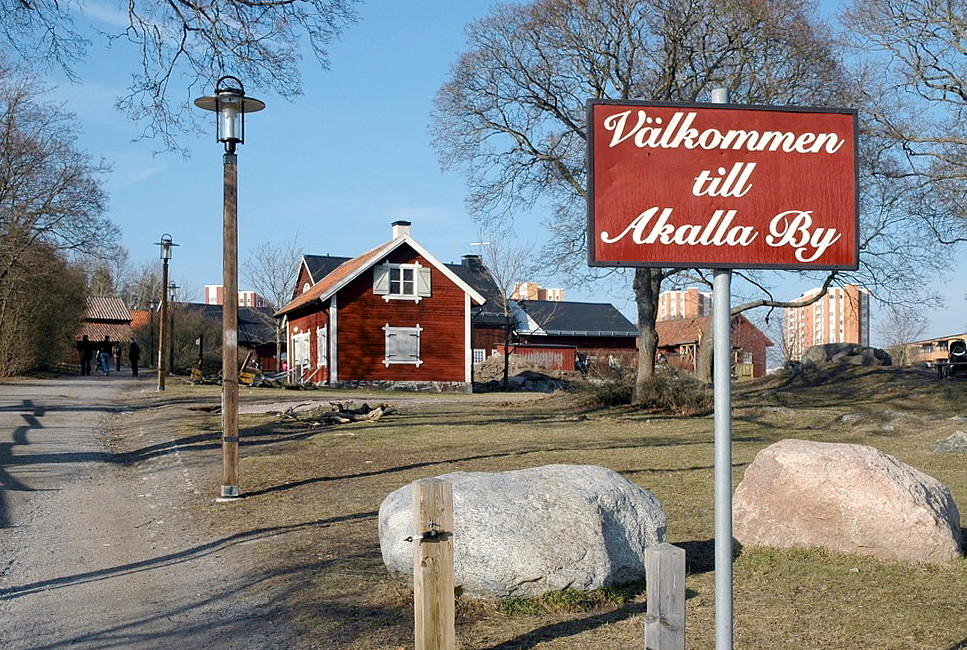
"Välkommen till Akalla by".

Akalla by är en historisk bebyggelsegrupp i stadsdelen Akalla i norra Stockholm. Namnet Akalla är känt sedan medeltiden och har gett namn åt stadsdelen. Den äldsta byggnaden i byn är Storgården från 1600-talet. Idag är Akalla by en av de bäst bevarade bymiljöerna i Stockholmsområdet.  Här bedrivs en 4H-gård och andra aktiviteter som kafé, lokaluthyrning, cykelutlåning, olika verkstäder och konferensverksamhet. Akalla by ingår i Igelbäckens kulturreservat som bildades år 2006.

## Historik

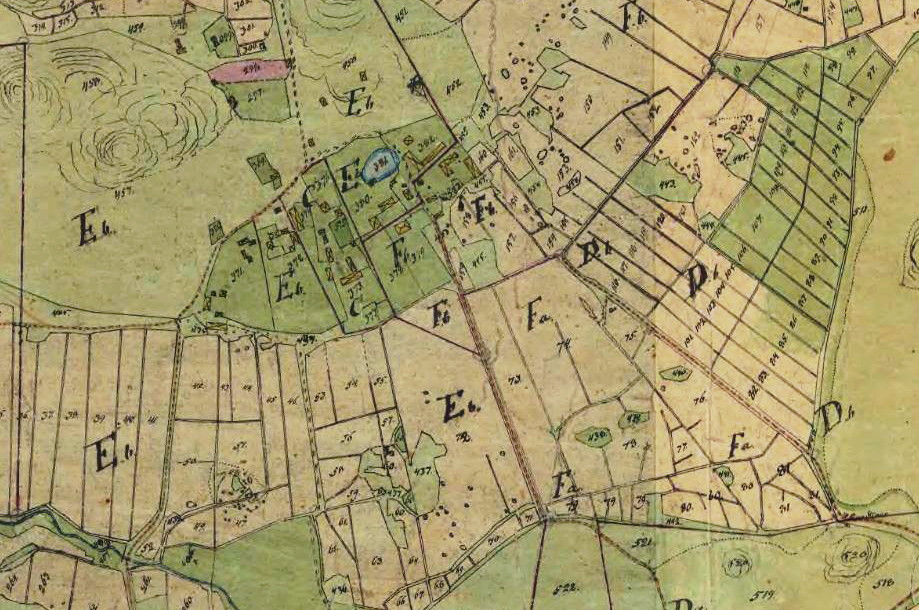
Akalla by 1845.

Namnet Akalla kommer från fornsvenskans ord akarlar (åkarlar) alltså män som bodde vid en å och Akalla by var åkarlarnas boplats. Med ån avses Igelbäcken som under bronsåldern var en del av en havsvik som sträckte sig från Östersjön via Edsviken fram till Säbysjön.
På järnåldern var Igelbäcken ett mycket större vattendrag än idag. Vid arkeologiska utgrävningar på 1970-talet utförda av Stockholms stadsmuseum undersöktes cirka 30 gravfält med runt 1000 gravar och tio boplatser. Det var Stadsmuseets största utgrävning. Man fann lämningar från bronsåldern, järnåldern och vikingatiden.
Byns namn nämns skriftligt första gången 1323 (in villa akarli). År 1636 ritades den första kartan över Akalla by. År 1440 omnämns en Olaff i akarla och 1497 en Mattis j Ackerne. Enligt Gustav Vasas jordebok från 1538 bestod Akalla av tre gårdar.
Den familj som var bönder i Akalla by under längst tid var familjen Jansson med Sigfrid Jansson som sista brukare. Släkten Jansson bodde i Storgården och brukade jorden från 1790-talet ända fram till år 1974. Samma år bärgades den sista skörden men redan 1973 hade byggarbetena med den nya stadsdelen påbörjats.

### Bilder från omkring år 1900

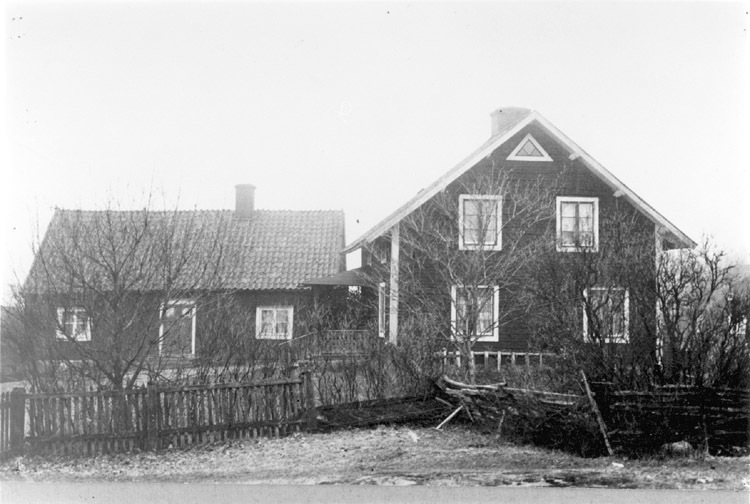
Till vänster Lindbergska gården och till höger en flygel till Storgården i Akalla by.
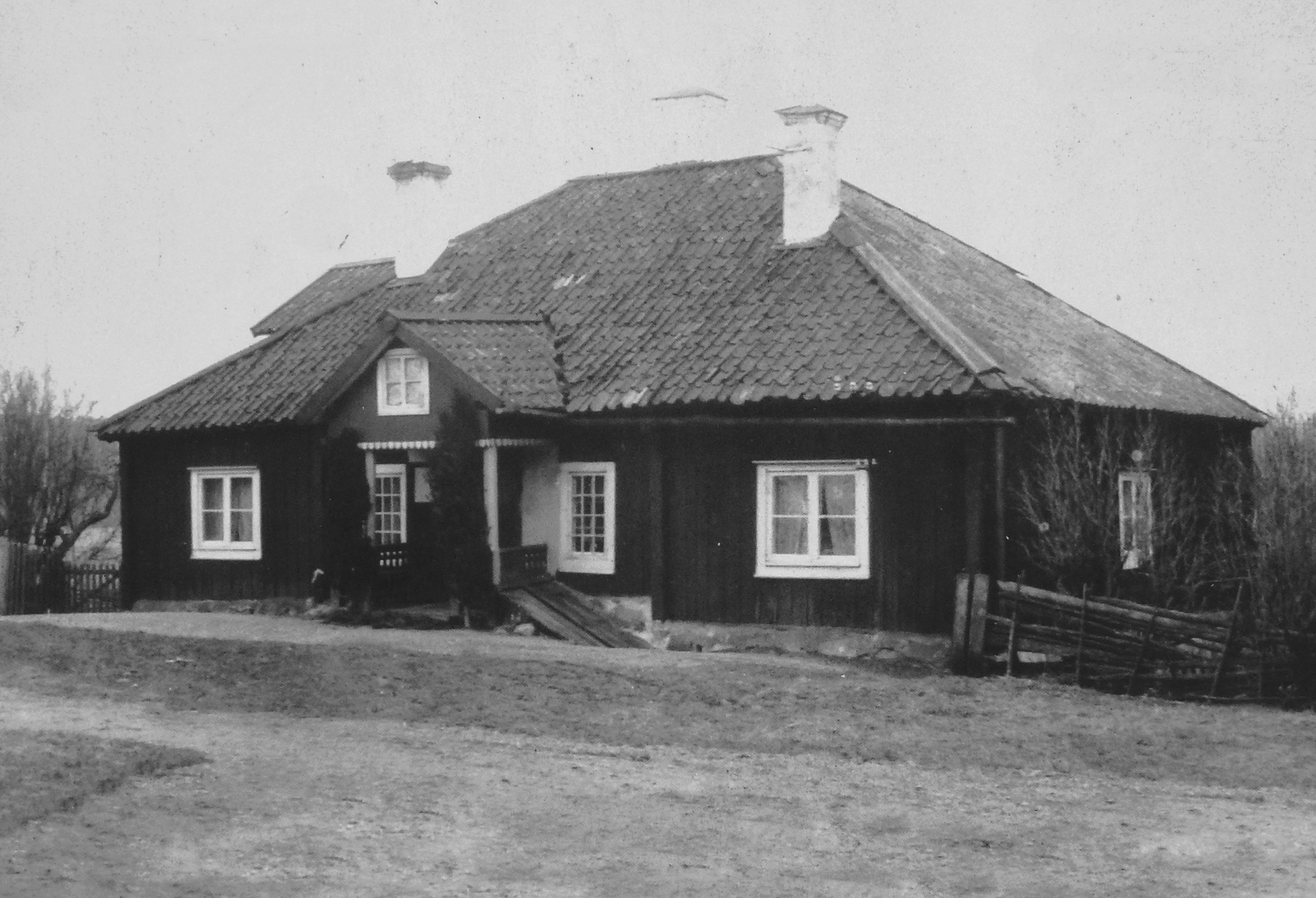
Storgården i Akalla by år 1900.
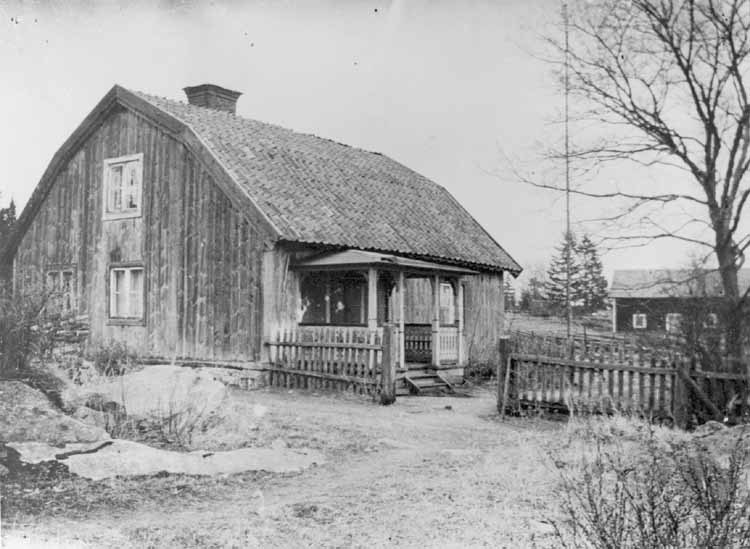
Mellangården i Akalla by år 1900.
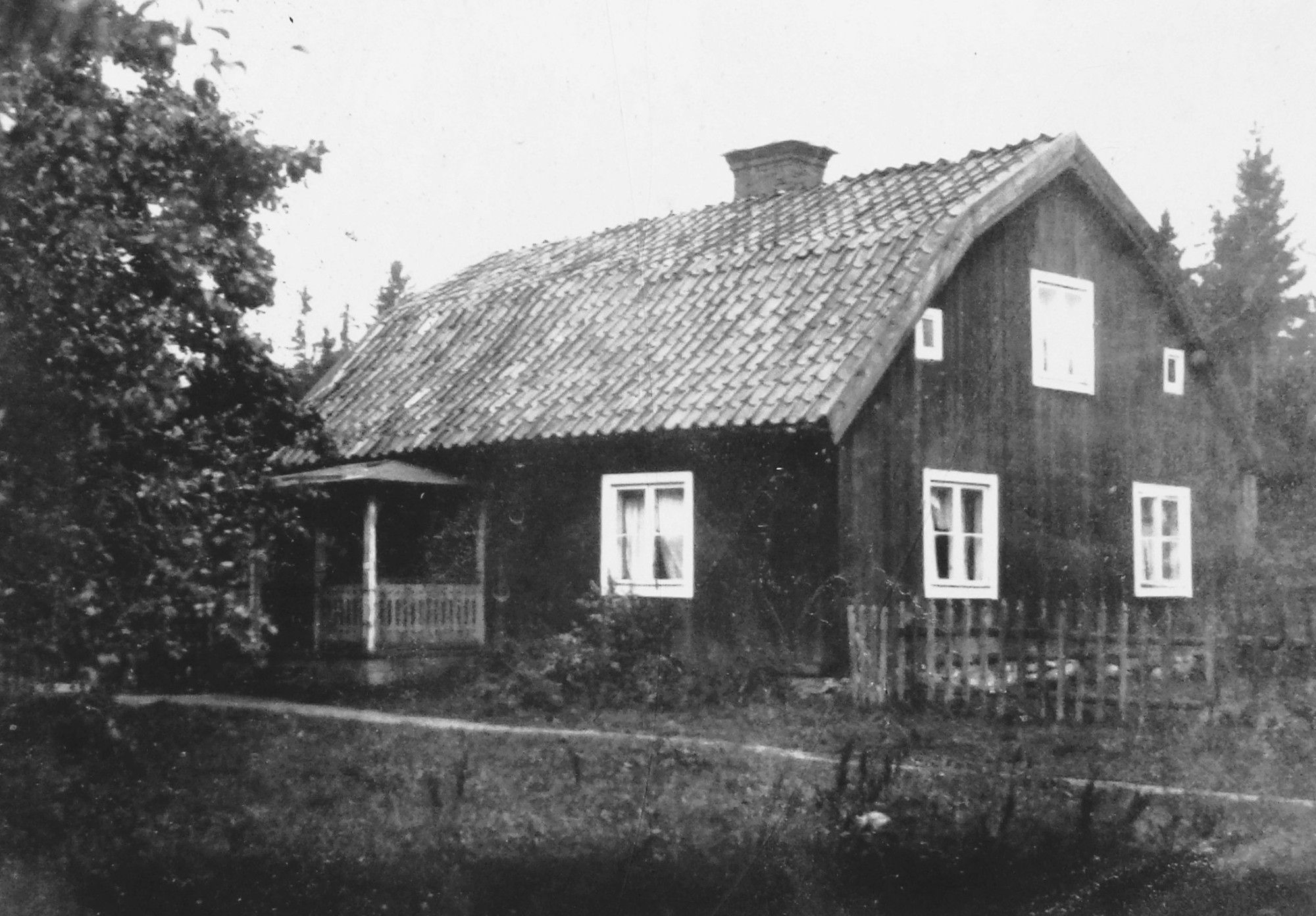
Mellangården från en annan vinkel år 1900.

## Militärtiden

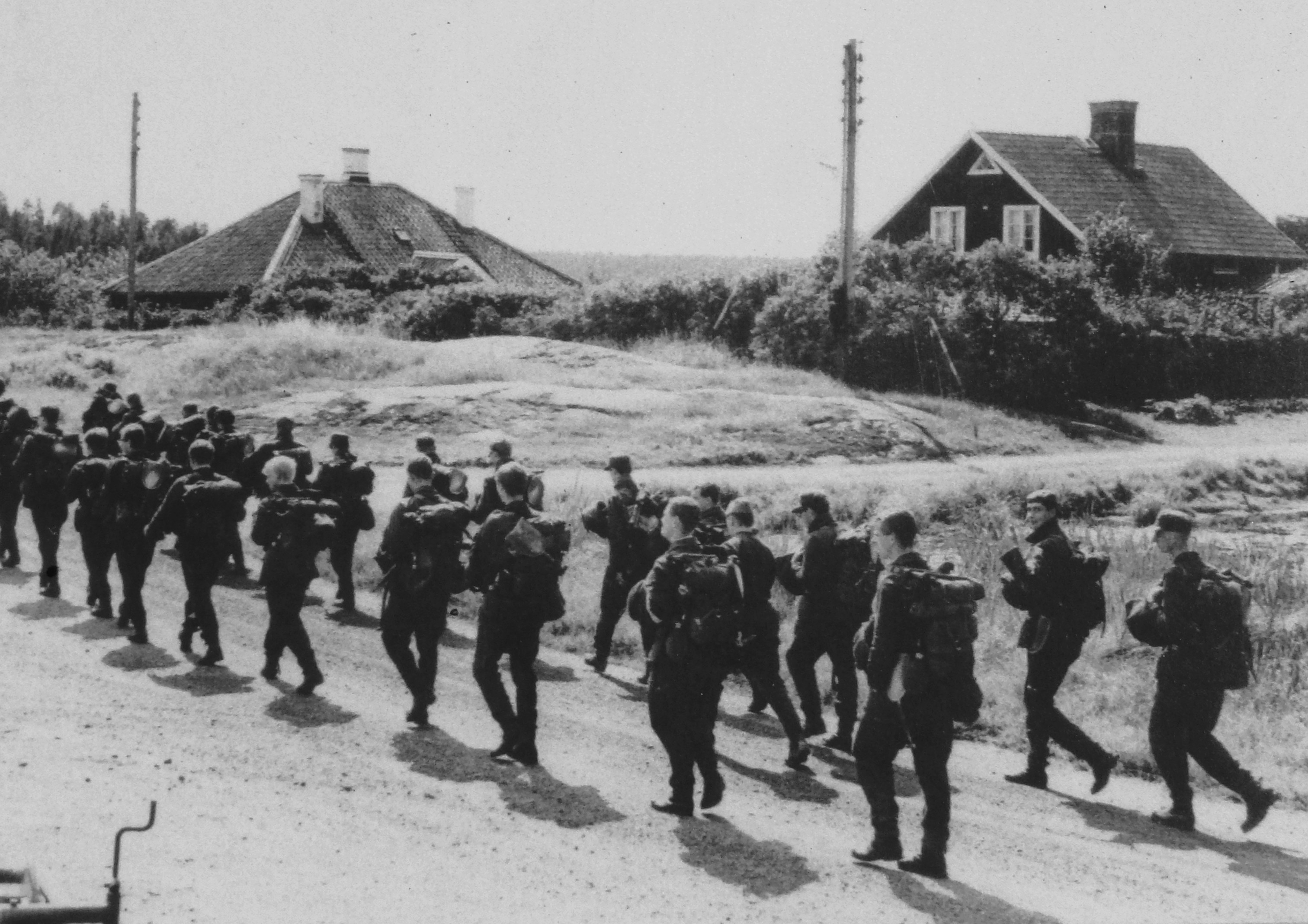
Värnpliktiga vid Storgården, 1960-tal.

År 1905 beslöts av riksdagen att Stockholms garnison skulle förvärva gårdarna på Järvafältet för att där anlägga ett stort övningsområde. Kronan övertog gårdarna, bland dem Hästa gård, Eggeby gård, Granby gård och Akalla gård och som sedan arrenderades ut, ofta till den förre ägaren. År 1907 var övningsfältet etablerat, när det var som störst omfattade det 5 000 hektar. Jordbruket reglerades hårt och militären bestämde hur stora delar av gårdens marker som fick plöjas samt vad som fick nybyggas.
Tack vare att området var avstängt för allmänheten fram till 1962 bevarades de gamla gårdarna och deras historiska omgivningar. 1962 förvärvades området av Stockholms stad och några gårdar fick stå kvar, bland dem Akalla, Hästa och Eggeby. År 1970 lämnade militären området och samtidigt presenterades den första generalplanen för Akalla och Husby. En minnessten påminner om militärtiden på Järvafältet. Den bär inskriptionen: ”Krigsmaktens i Stockholmsområdet garnisonerade förband övades här 1905-1970”.

## Byggnader i urval

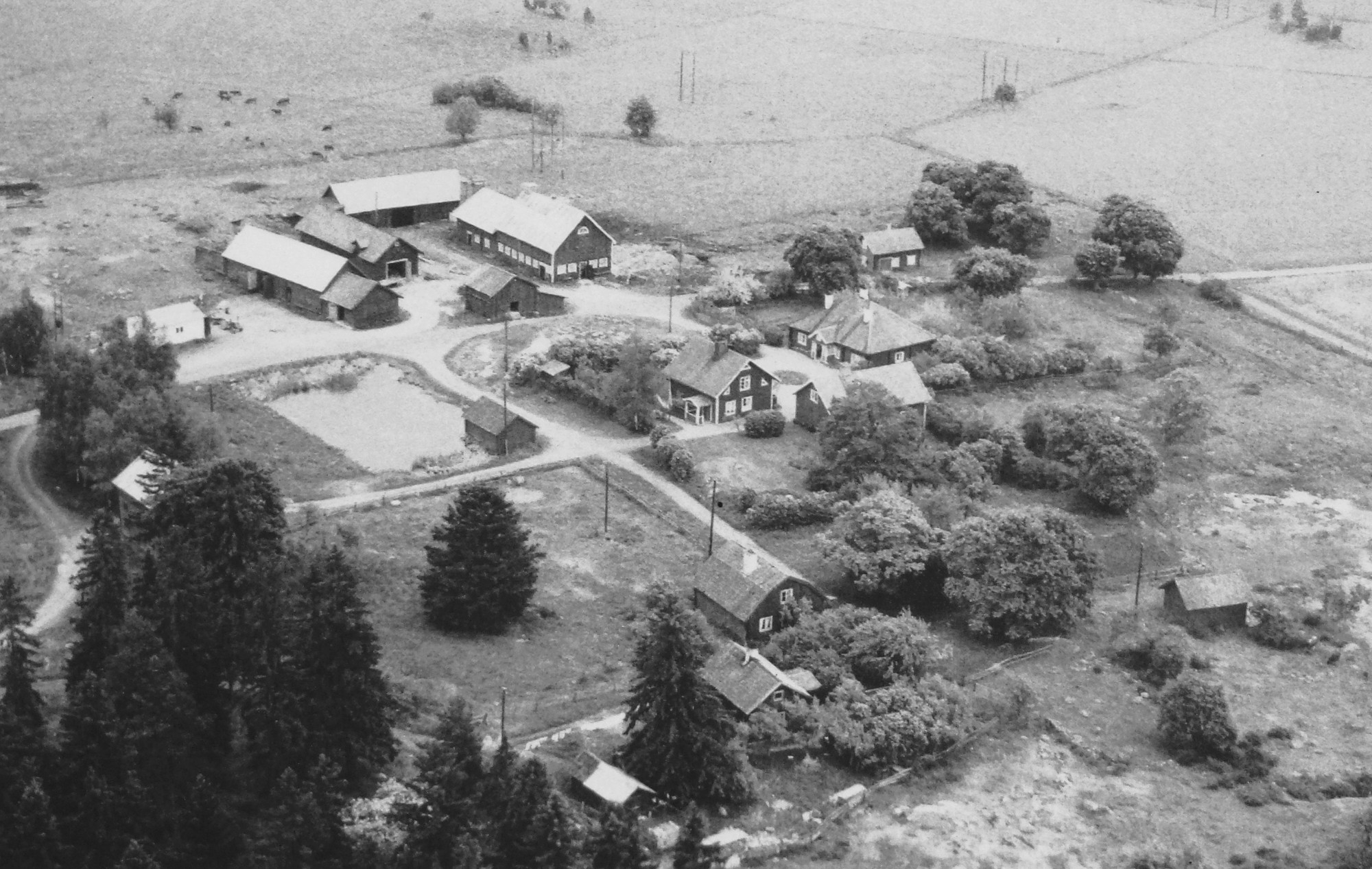
Akalla by från luften 1964.

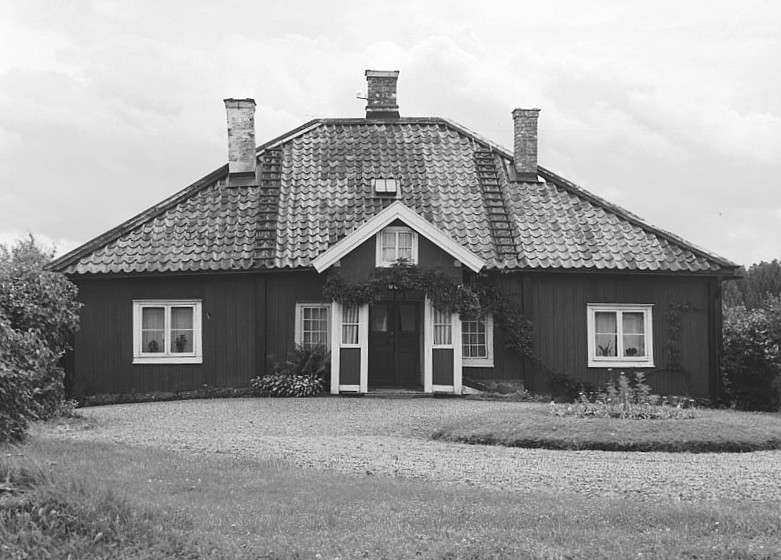
Storgården 1963.

Bebyggelsen i dagens Akalla by består av ett 15-tal byggnader som är väl samlade och de flesta står på sin ursprungliga plats. Ladan längst i öster uppfördes åren 1974-75 som ersatte en nedbrunnen byggnad för att sluta gårdstunet mot öster. Här finns idag bland annat ett krukmakeri.
Byns och en av Spångas äldsta byggnader är Storgården som uppfördes i slutet av 1600-talet. Det är en rödfärgad mangård i en våning, uppförd i karolinerstil med ett högt valmat tak. I huset finns fortfarande den stora köksspisen med murad spiskåpa, resten av inredningen härrör från 1800-talet.  Vid Storgårdens västra sida ligger två fristående flygelbyggnader. Den västra härrör från 1800-talets första hälft och den norra från 1800-talets andra hälft.
Mellangården var en av de tre gårdarna i Akalla by. Nuvarande manbyggnaden uppfördes på 1770-talet av nämndemannen Per Ersson. Senare övertogs Mellangården av familjen Jansson som bodde i Storgården. Ursprungligen fanns även ladugård och loglänga. Fram till början av 1900-talet var Mellangården civil bostad  och användes sedan under militärtiden (1907-1970) som expeditionslokal. Under 1970-talet togs den över av Spånga Fornminnes- och hembygdsgille och 1986 av Norra Järva hembygdsförening som hembygdsgård. Interiört har bara lite förändrads och inredningen ger en typisk bild för en bondgård från sekelskiftet 1900.
Båtsmanstorpet ligger inte på sin ursprungliga plats utan stod ett par hundra meter längre norrut. Torpet uppfördes i början av 1700-talet som hem och naturaförmån för en soldat vid flottan. Mellan 1892 och 1907 fungerade torpet som skolhus för traktens barn. På ett fotografi från 1900-talets början syns två fröknar och 20 barn. Under militärtiden var det militärförråd och sommarbostad. Idag finns här Järva fotbollsklubb.
Bakom norra sidan av bydammen reser sig byns sädesmagasin som byggdes under 1800-talet. Byggnaden har två våningar och är knuttimrad respektive panelad. Fasaderna är rödfärgade. Byggnaden används idag som förråd.

### Bilder, byggnader

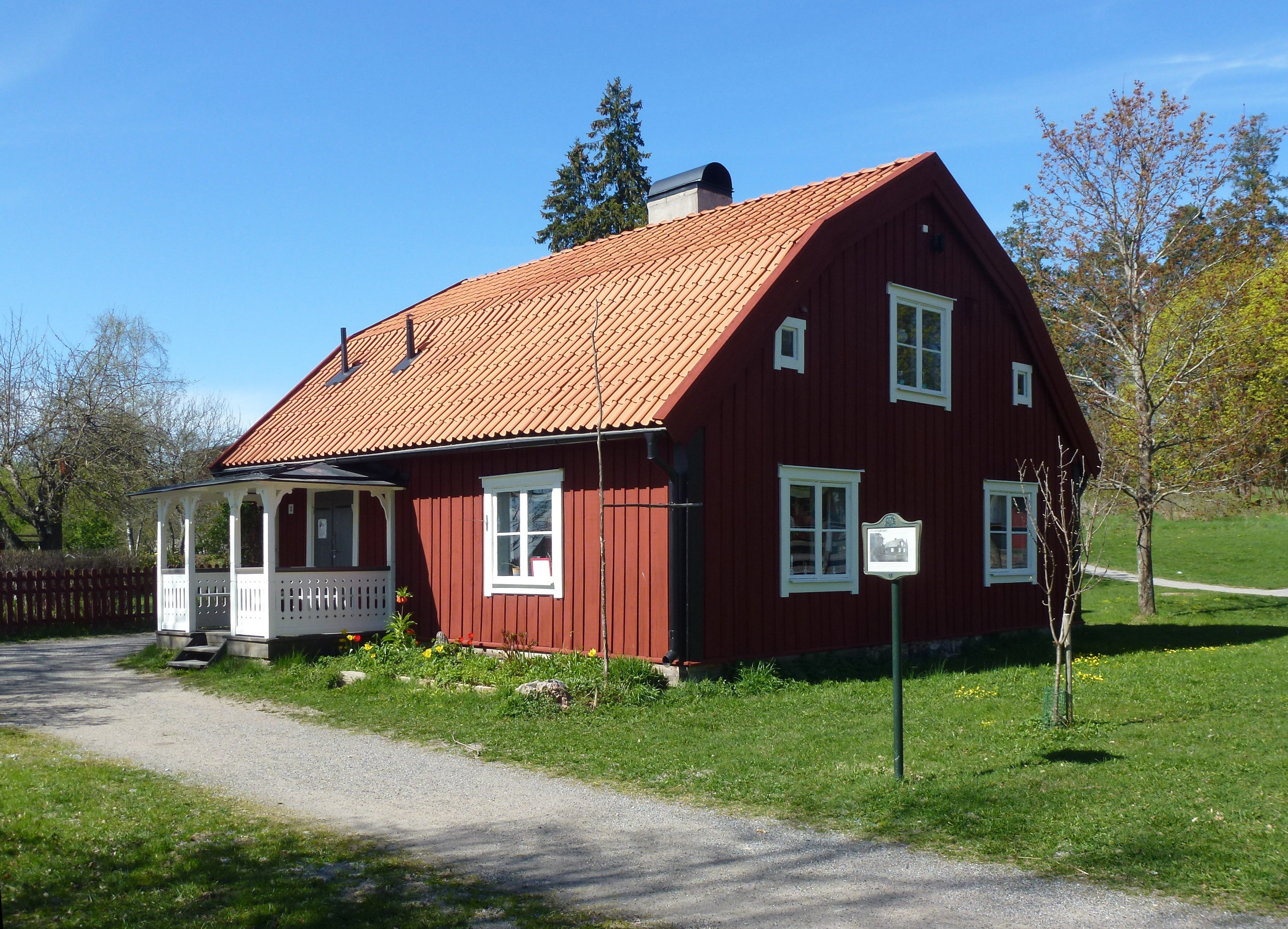
Mellangården
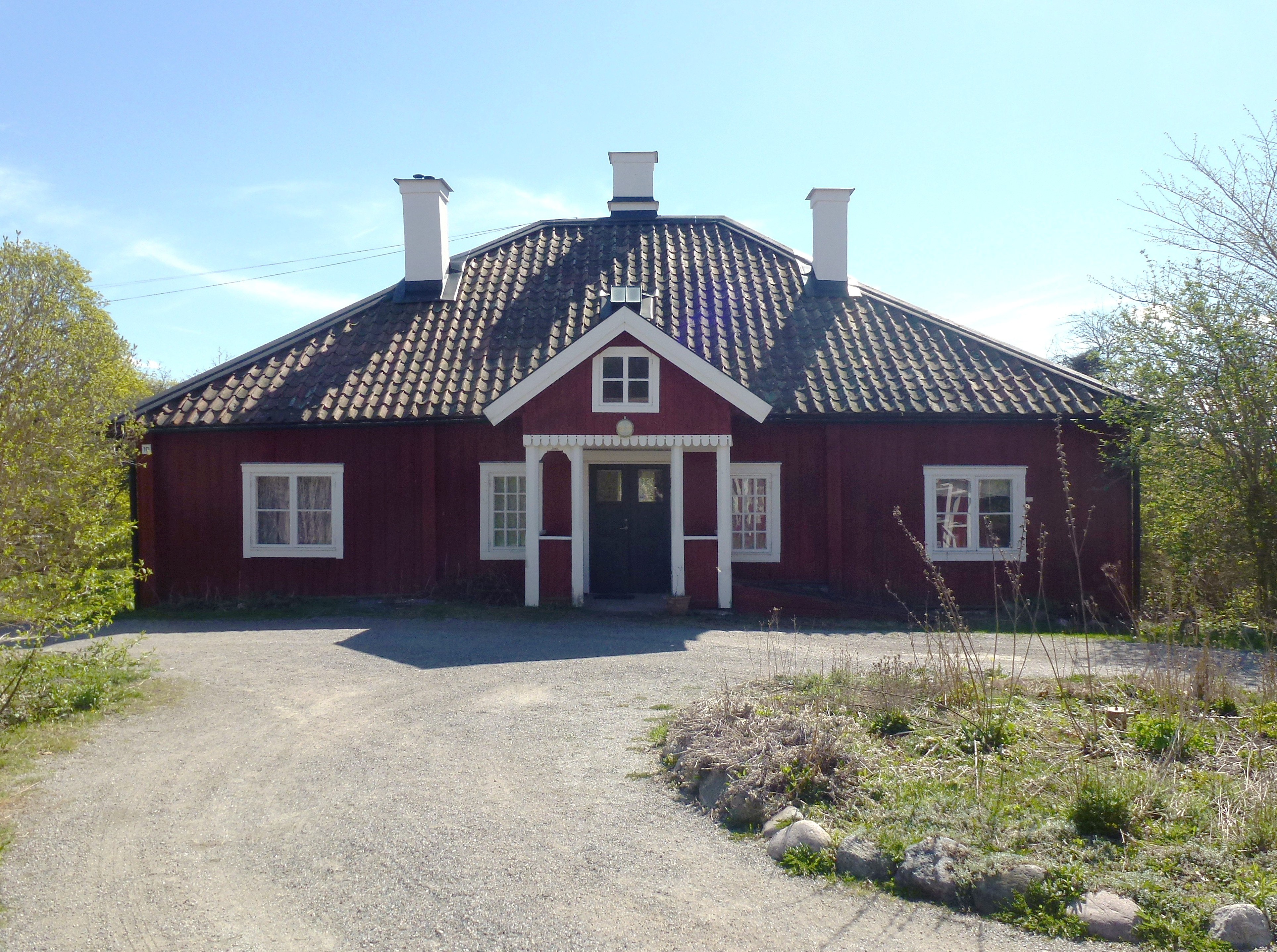
Storgården
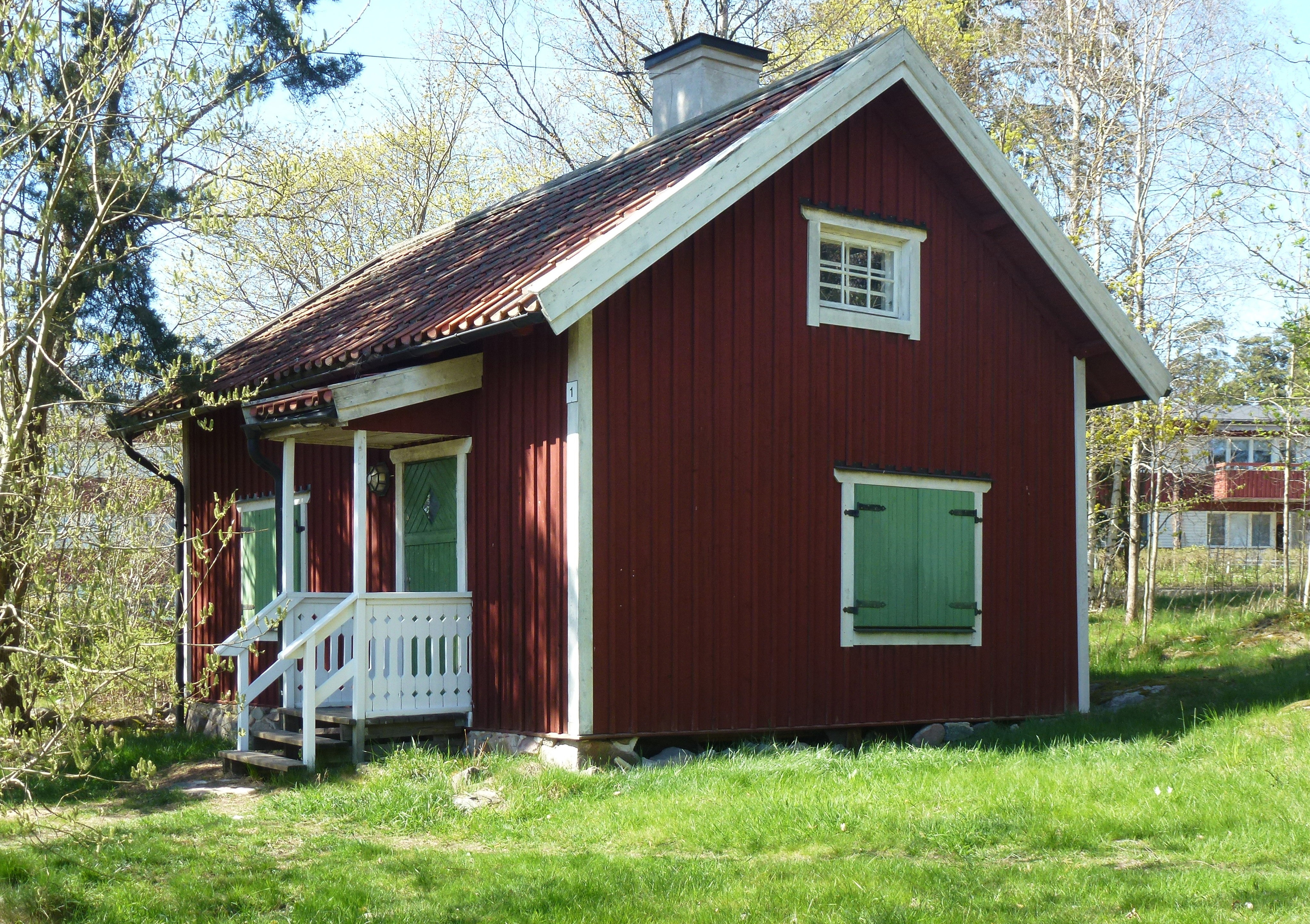
Båtmanstorpet
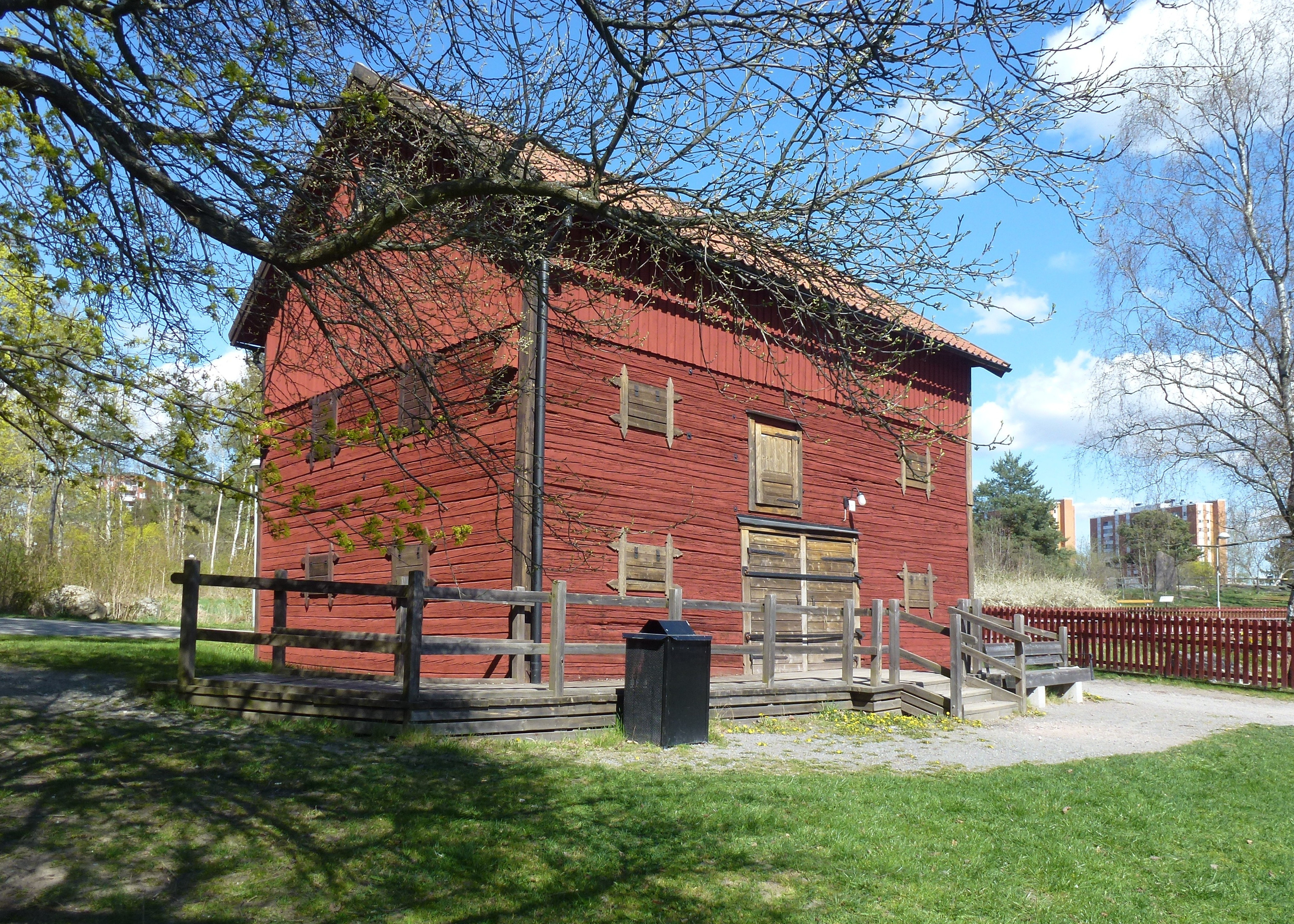
Sädesmagasinet
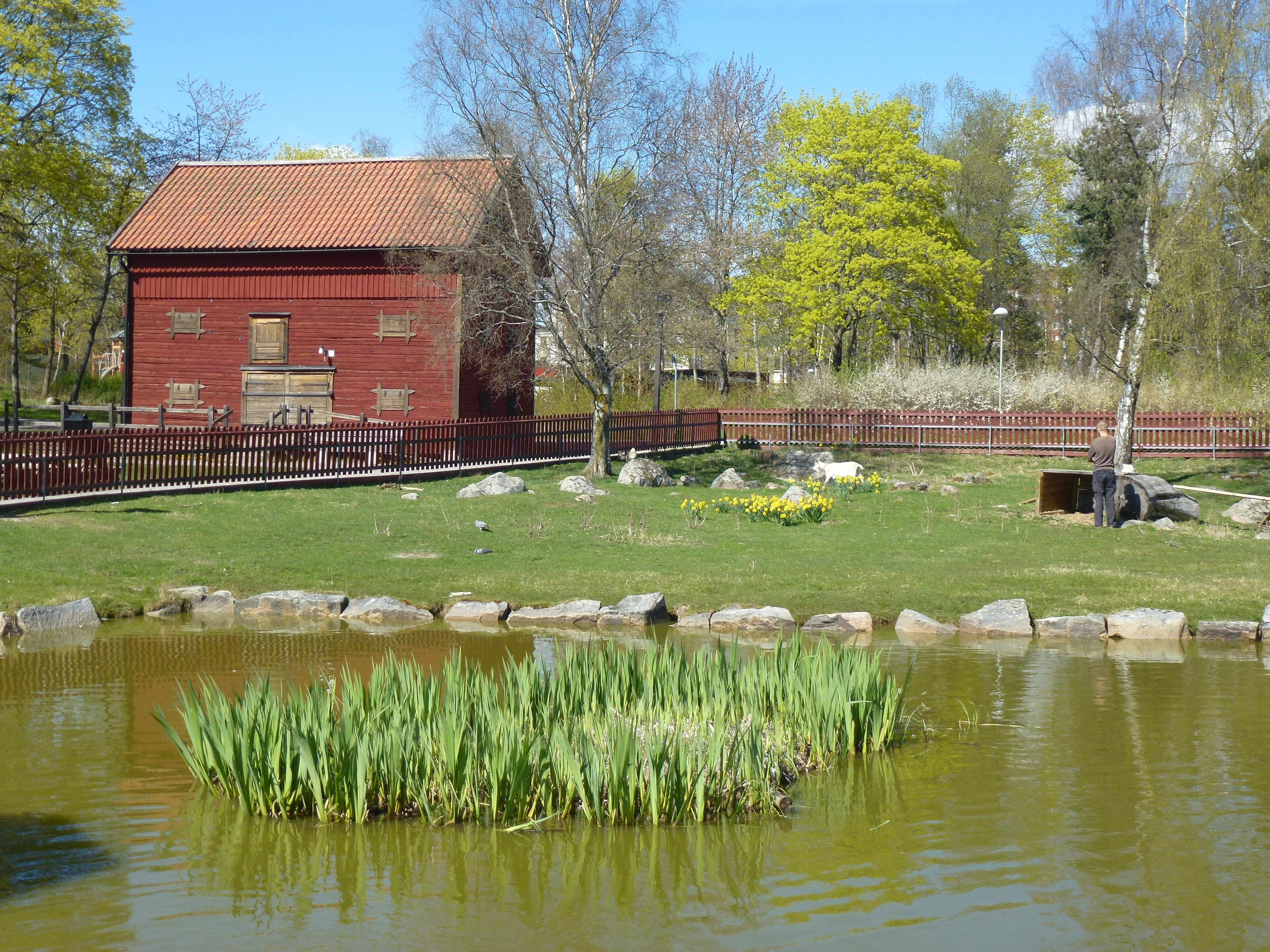
Bydammen
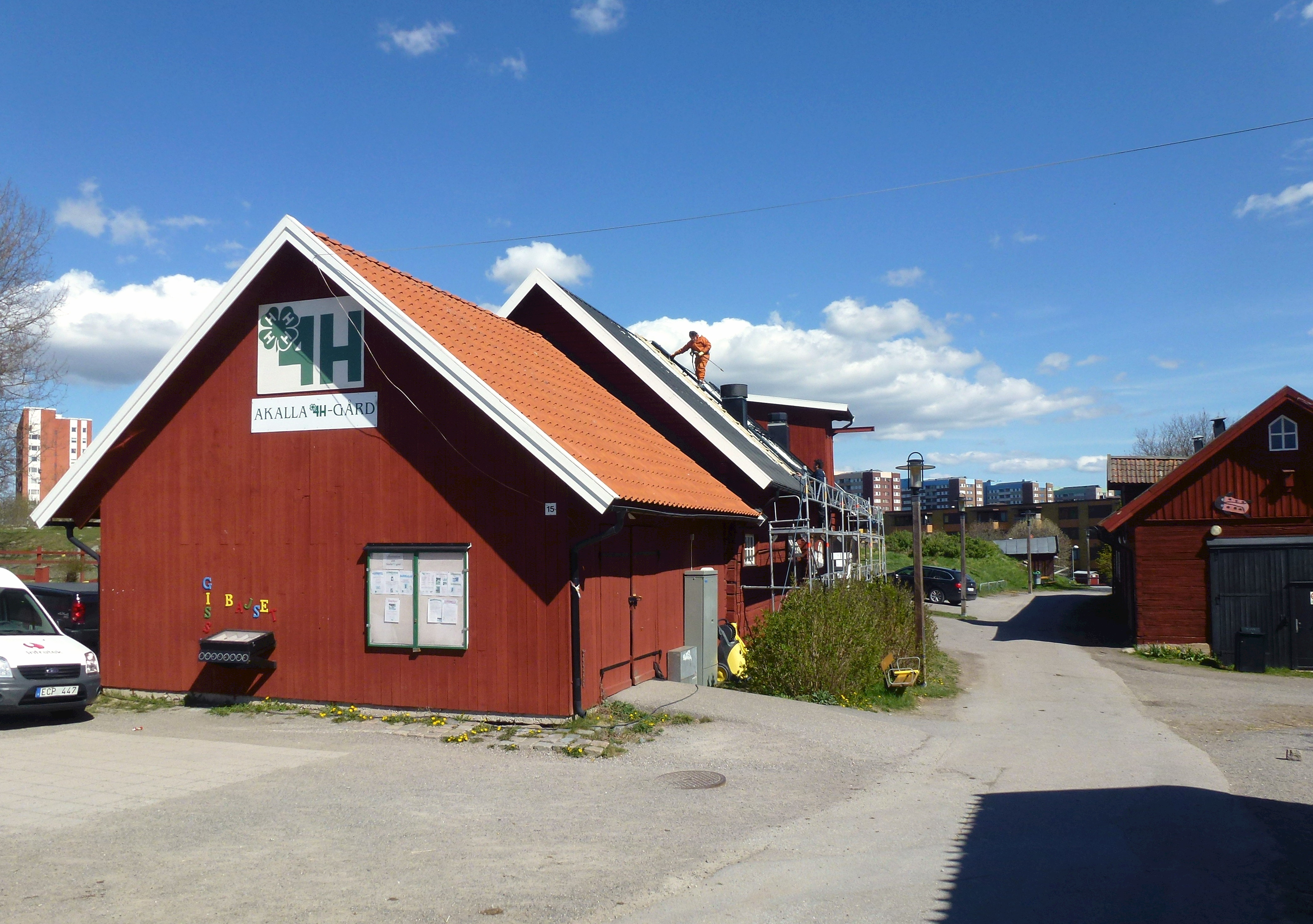
4H-gården
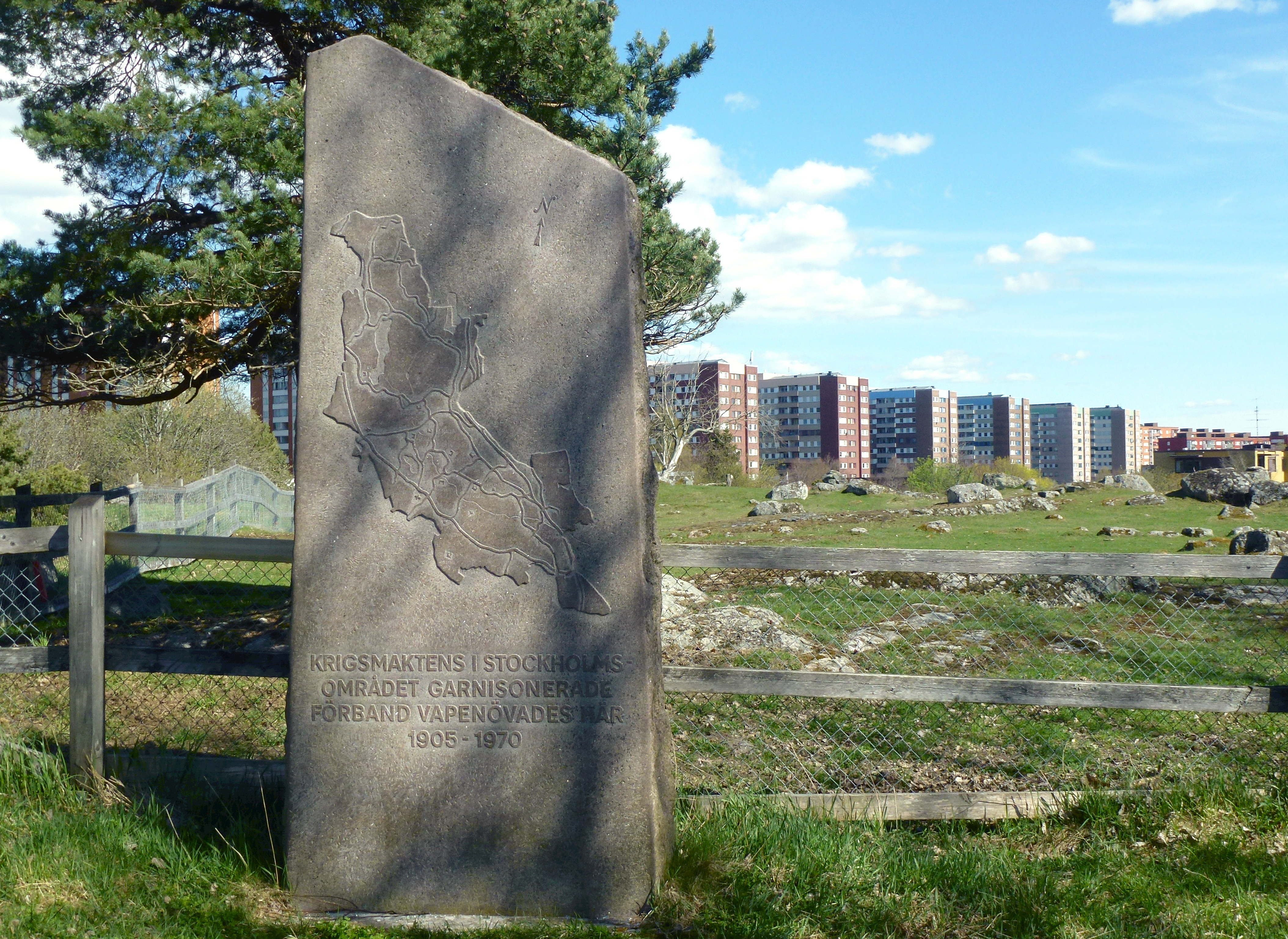
Minnesstenen
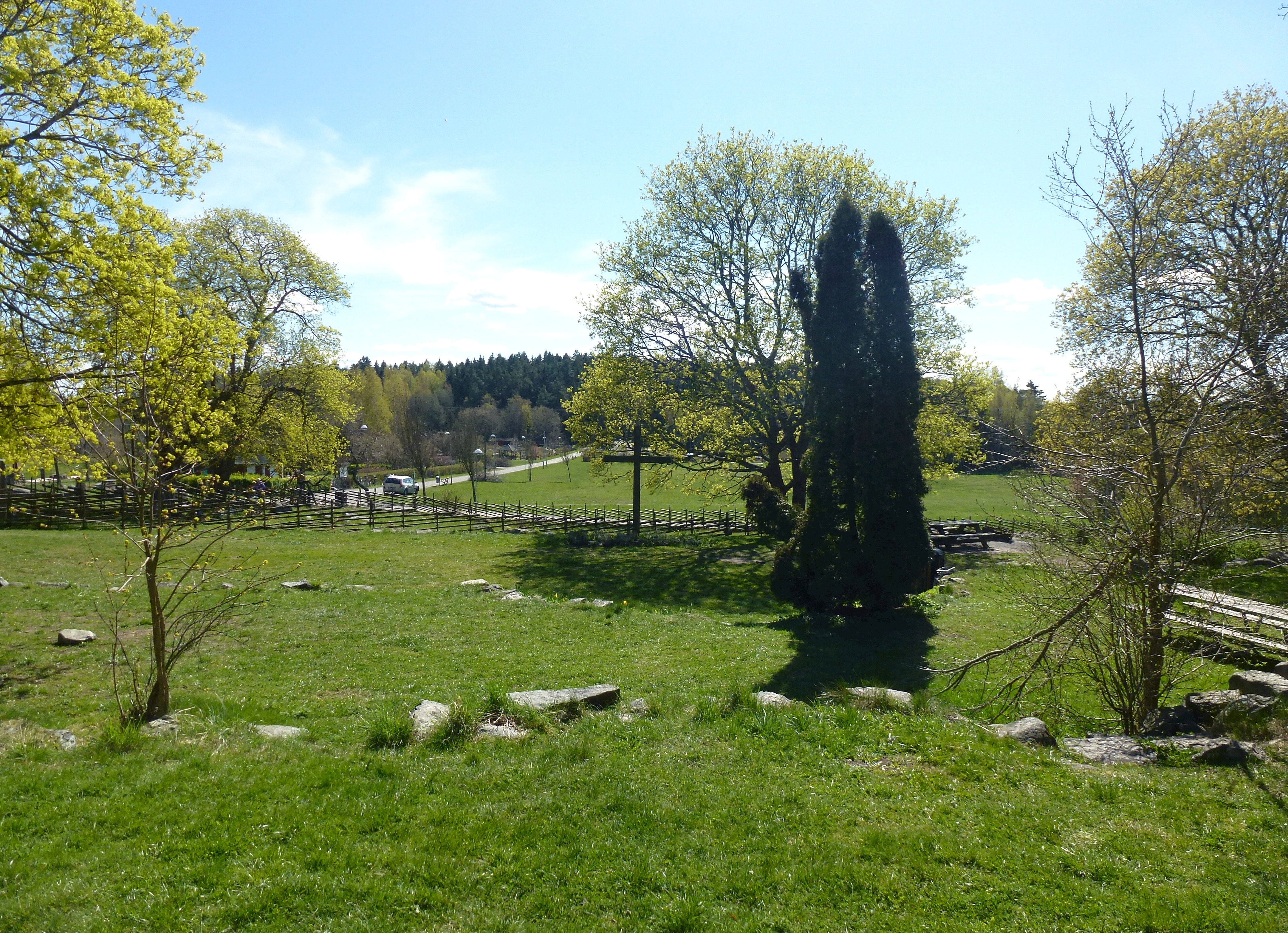
Landskapet söder om Storgården